# الغواصة أس119
أس ام أس 119 عبارة عن قارب طوربيد من فئة S90 تابع للبحرية الإمبراطورية الألمانية والذي خدم خلال الحرب العالمية الأولى. تم بناء القارب بواسطة شيتشاو في البلنغ في بروسيا (الآن البلنغ في بولندا)، وتم الانتهاء منه في سبتمبر 1903. غرق القارب أثناء معركة تاكسل في 17 أكتوبر 1914.

## البناء والتصميم
تتكون الفئة S90 من 48 قاربً طوربيدً، تم بناؤها بين عامي 1898 و1907 بواسطة شيتشاو وفريدريش كروب للبحرية الإمبراطورية الألمانية. كانت أكبر من سفن الطوربيد الألمانية السابقة، مما سمح لهم بالعمل بفعالية مع أسطول أعالي البحار في بحر الشمال.   